# Johann Martin Baur
| 3896 Pordenone  | 18 novembre 1987 |
| 4630 Chaonis    | 18 novembre 1987 |
| 4637 Odorico    | 8 febbraio 1989  |
| 4803 Birkle     | 1º dicembre 1989 |
| 5137 Frevert    | 8 novembre 1990  |
| 5518 Mariobotta | 30 dicembre 1989 |

Johann Martin Baur (1930 – Monfalcone, 10 gennaio 2007) è stato un astronomo tedesco.
Fondò l'osservatorio di Chions in Italia negli anni ottanta del XX secolo e fu tra i costituenti del Gruppo Italiano Astrometristi nel 1989.
Il Minor Planet Center gli accredita la scoperta di quindici asteroidi, effettuate tra il 1987 e il 1990, di cui sette in collaborazione con Kurt Birkle.
Gli è stato dedicato l'asteroide 11673 Baur, scoperto dall'osservatorio di Farra d'Isonzo dove ora si trova il telescopio usato da Baur per le sue prime scoperte.